# Hymenodiscus ochotensis
Hymenodiscus ochotensis is een zeester uit de familie Brisingidae.
De wetenschappelijke naam van de soort werd, als Brisingella ochotensis, in 1950 gepubliceerd door Alexander Michailovitsch Djakonov.